# Teeteto
Il Teeteto (in greco antico: Θεαίτητος?, Theaítētos) è un dialogo di Platone riconducibile alla fase della maturità, collocabile tra il 386-367 a.C. in cui il filosofo afferma che è impossibile considerare vera la scienza se non in riferimento all'essere, cioè l'idea. Questo discorso è finalizzato a smentire la soggettività gnoseologica dei sofisti, i quali ritenevano che fossero i sensi a determinare la conoscenza, cosa che invece Platone nega fermamente: per il filosofo si perviene alla conoscenza tramite la dianoia (διάνοια), la ragione matematica e discorsiva.
Non sarebbe nemmeno possibile trasmettere il sapere se non vi fossero verità certe, così come ad esempio viene affermato nell'Eutidemo, dove si giunge alla conclusione che anche l'eristica diventerebbe inutile se fosse vero ciò che i sofisti stessi affermano. Le opinioni di un individuo non fanno una scienza. Alla domanda di Socrate: «che cos'è la conoscenza?», Teeteto cita Protagora e risponde che è sensazione. Bisogna però comprendere quale sia l'interesse reale di Platone per il sofista di Abdera: lo scopo del filosofo è dimostrare che la conoscenza si dà solamente se ci sono le idee.
Va sottolineato però che nel Teeteto le idee non vengono mai menzionate: si parte dalla tesi opposta a quella platonica, si passa a dimostrare che essa è insostenibile, e infine si mette in luce che l'unica soluzione possibile è proprio quella che accetta l'esistenza di enti eterni e trascendenti. Platone affronta così il più grande oppositore suo e quindi anche del razionalismo: l'empirismo/sensismo che identifica verità epistemica conoscibile con la sensazione. Sulla questione delle idee, al Teeteto sono complementari il Parmenide e il Sofista. Il primo è un dialogo aporetico e peirastico della maturità, vale a dire un'opera inconclusiva che non propone una verità assoluta, ma la ricerca della verità.

## Trama
Il Teeteto, insieme ai dialoghi Sofista e Politico, costituisce una trilogia, l'unica riconoscibile nel corpus platonico. La trilogia è preceduta dal Parmenide e completata dal Sofista. Al termine del Teeteto (210d), Socrate rimanda la continuazione della discussione alla mattina successiva, dandosi appuntamento con Teodoro nello stesso posto; il rinvio è al Sofista, che infatti vede gli stessi personaggi, a cui si aggiunge lo Straniero di Elea, discutere sugli argomenti concordati; a questi due si aggiunge infine il Politico, in cui si continua la stessa discussione, e che vede lo Straniero discutere con Socrate e gli altri di argomenti politici (257a). Ad essi funge idealmente da preambolo il Parmenide: sia nel Teeteto (183e-184a) che nel Sofista (217c) viene ricordato l'incontro avvenuto parecchi anni prima tra Socrate e l'ormai anziano filosofo eleate.
Per quanto riguarda il Teeteto, questo si sviluppa in una forma particolare di dialogo riportato. A Megara, Euclide incontra Terpsione, dopo aver incrociato la lettiga che riporta a casa Teeteto, giovane matematico ateniese ammalatosi durante la battaglia di Corinto e ora in fin di vita. Questo incontro riporta alla memoria di Euclide un dialogo avvenuto qualche anno addietro tra il giovanissimo Teeteto, allora promettente allievo del matematico Teodoro, e Socrate, che di lì a poco sarebbe morto. Euclide non è in grado di ricordare con precisione l'intera discussione; tuttavia ne ha provvidenzialmente steso per iscritto una relazione, a suo tempo risistemata e corretta con l'aiuto di Socrate.
Nel dialogo riportato (che risulta essere un dialogo diretto), Teodoro di Cirene, famoso matematico, presenta a Socrate uno dei suoi allievi più brillanti, un ragazzo diciassettenne di nome Teeteto. Il filosofo decide di mettere subito alla prova il giovane, proponendogli di cercare con lui una risposta alla domanda: «che cos'è la conoscenza?». Teeteto avanza una prima definizione, secondo cui la «conoscenza è sensazione»; Socrate la giudica inadeguata, ma allo stesso tempo comprende che il giovane è «gravido», e che quindi è possibile tirar fuori da lui una definizione soddisfacente con l'esercizio della maieutica. Questa prima definizione porta Socrate ad analizzare - e criticare - il relativismo di ispirazione protagorea e l'eraclitismo; quindi, sempre sotto la guida di Socrate, Teeteto propone una seconda («la conoscenza è opinione vera») e infine una terza definizione («la conoscenza è opinione vera di cui si sa rendere ragione»). L'esito del dialogo è però aporetico.

## Dialogo e scrittura
La storiografia ha rilevato in modo pressoché concorde che il Teeteto è l'unico dialogo platonico il cui testo è letto a partire da un documento scritto. Uno schiavo legge il testo redatto da Euclide sotto la diretta supervisione e controllo di Socrate. Nello stesso giorno del Teeteto si svolge anche il dialogo dell'Eutifrone, che segue una struttura letteraria differente.
Il Teeteto e il Parmenide sono i due unici dialoghi di Platone nei quali il prologo ha una forma diretta, priva della figura del narratore esterno. Tuttavia, il Parmenide  è caratterizzato ancora una struttura esclusivamente orale nella quale Antifonte espone il dialogo interamente a memoria.
Il Teeteto è il primo dialogo a valorizzare il ruolo della scrittura, in controtendenza con la settima lettera di Platone e col Socrate del Fedro. Nel mito di Theuth e Thamus, presente in quest'ultima opera, la scrittura viene proposta come metodo alternativo alla conoscenza orale e alla memoria di cui essa necessita. Lo stesso argomento è ripreso anche da Euclide nel Teeteto, laddove Euclide giustifica il ricorso alla scrittura con la necessità di non essere obbligato a ricordare tutto. 
Socrate afferma che il dialogo è l'unico metodo per conoscere la verità e possedere la sapienza, risolvendo i dubbi individuali del sapiente attraverso il confronto maieutico con gli altri (Teeteto, 145e e 146c). I dubbi teoretici e in particolare la fondamentale definizione della conoscenza, preliminare al riconoscimento dell'autorità degli specialisti in uno specifico campo del sapere, non possono essere superati e risolti in solitudine: il filosofo è anche "filologo" nel senso greco del termine, quello di "amatore dell'interlocuzione". In modo complementare, nel Fedro Socrate critica la scrittura equiparandola alla pittura i cui «prodotti ci stanno davanti come esseri viventi, ma se uno li interroga loro tacciono», considerazioni alle quali il narratore aggiunge che «il discorso scritto, se interrogato, dice sempre la stessa cosa; una volta che sia stato scritto, ogni discorso rotola da tutte le parti indifferentemente nelle mani di chi se ne intende e di chi non è interessato, ignorando chi deve parlare e chi no» (Fedro, 275d). Altrove nel dialogo, Platone sostiene che la scrittura cristallizza e fissa i contenuti poiché viene data in assenza dell'autore, il quale è privato della possibilità di difendersi dalle obiezioni del lettore o dalle interpretazioni che troppo si discostano dalla sua reale intenzione.

## La maieutica socratica

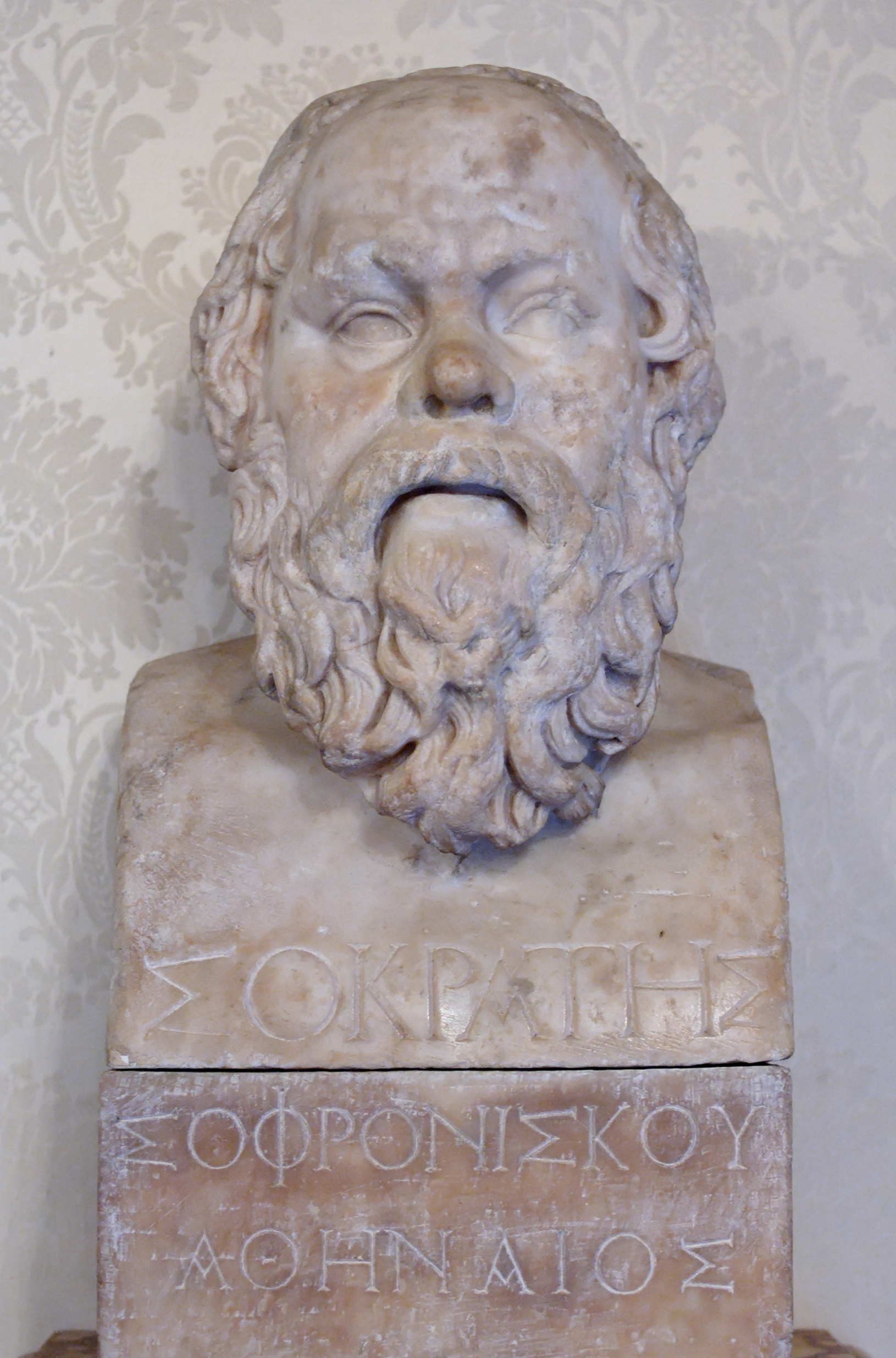
Ritratto di Socrate

Il Teeteto, come si è detto, è dedicato al tema della conoscenza; ciò che però lo rende famoso ai più è la teorizzazione che viene fatta della maieutica socratica. In (149a) Socrate, discutendo con Teeteto, afferma di esercitare la stessa arte della madre Fenarete, quella della levatrice (in greco antico: τέχνη μαιευτική?, téchne maieutiké).
Come una levatrice è in grado di riconoscere lo stadio di una gravidanza, valutare se il feto è sano e aiutare una donna a partorire, così il filosofo è in grado di capire, discutendo con qualcuno, se costui è «gravido», ovvero se nella sua anima sono presenti pensieri validi e «reali» oppure meri fantasmi, e nel primo caso è in grado di portare alla luce il ragionamento nascosto, ponendo domande ed esigendo risposte (150c-151d). Si tratta di un'arte che gli è stata donata dal dio, ed egli può esercitarla perché è «sterile», cioè non sa nulla, ma si limita a porre domande (150c). Allo stesso modo, infatti, le levatrici sono donne ormai avanti con gli anni, che hanno già affrontato il travaglio del parto ma la cui età non permette più di avere figli.
Nel corso del dialogo Socrate tornerà varie volte sulla sua arte e la sua sterilità, mostrando come ne faccia via via uso durante la discussione.

## La critica all'eraclitismo «segreto»
La discussione del Teeteto inizia con la richiesta da parte di Socrate di una definizione per la "scienza" (episteme), nella tipica forma della domanda socratica: «che cos'è la scienza» (146c). Teeteto inizia a rispondere, dicendo che "scienza" sono le nozioni di geometria insegnate da Teodoro, come la sapienza dell'artigiano e altri tipi ancora di sapienza – ma in questo modo, osserva Socrate, si fanno solo esempi di conoscenze specifiche, che non rispondono alla domanda sulla natura della scienza in sé. Dopo un breve excursus nel campo della geometria, Teeteto prova allora a definire la conoscenza come «sensazione», riprendendo la celebre definizione di Protagora (151e). Ciò offre a Socrate la possibilità di fare una lunga analisi della dottrina protagorea.

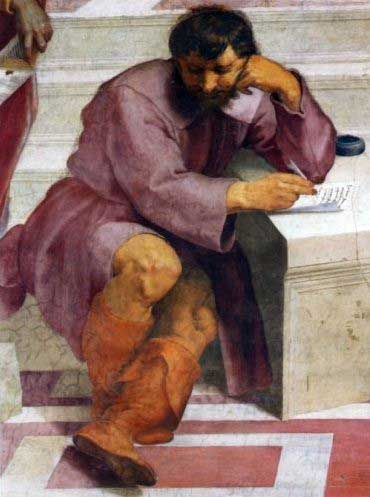
Eraclito nella Scuola di Atene di Raffaello Sanzio

Se la conoscenza è sensazione, significa che è apparenza e che quindi è soggettiva (lo stesso vento è freddo o caldo non in sé, ma in base a come ciascuno lo percepisce); inoltre, la sensazione è sempre vera (per esempio, nessuno può negare che il vento sembri freddo a una persona). Tuttavia, Socrate afferma che Protagora ha parlato per enigmi alla gente normale, e ha rivelato la verità solo ai propri allievi. Si tratta di una dottrina a suo dire antichissima che risale agli allievi di Eraclito, i quali a loro volta la ripresero da una tradizione ancora più antica facente capo a Omero, generalmente definita dell'«eraclitismo segreto».
(Teeteto 152d-e; trad.: G. Giardini)
Tutto ciò che ci sta intorno è in movimento (kinesis), è soggetto a continui cambiamenti, e l'unico modo che abbiamo per conoscerlo sono le sensazioni, le quali altro non sono che il risultato del contatto tra gli organi di senso e l'oggetto di conoscenza. Gli studiosi al giorno d'oggi sono dell'idea che questa dottrina non sia mai stata realmente insegnata, ma sia piuttosto un'invenzione di Platone, che ha portato alle estreme conseguenze la dottrina protagorea dell'uomo-misura. Questo permette a Platone di affermare che, per avere una dottrina della conoscenza accettabile, non ci si può fermare alla sensazione, ma bisogna ammettere che, oltre agli organi di senso, interviene anche l'anima, la quale da sé riesce a «osservare quello che è comune a tutte le cose», cioè l'essere (186a).
L'anima percepirà dunque la durezza o il colore attraverso il tatto o la vista (che fungeranno solo da tramite), e cercherà «l'essere in particolar modo nei rapporti delle une con le altre, confrontando in se stessa qual è stato, il presente e quel che sarà» (186a-b). A ciò, l'anima aggiunge poi un giudizio sulla loro essenza e utilità, frutto di riflessione sulle varie esperienze avute nel corso del tempo.

## La critica del relativismo protagoreo

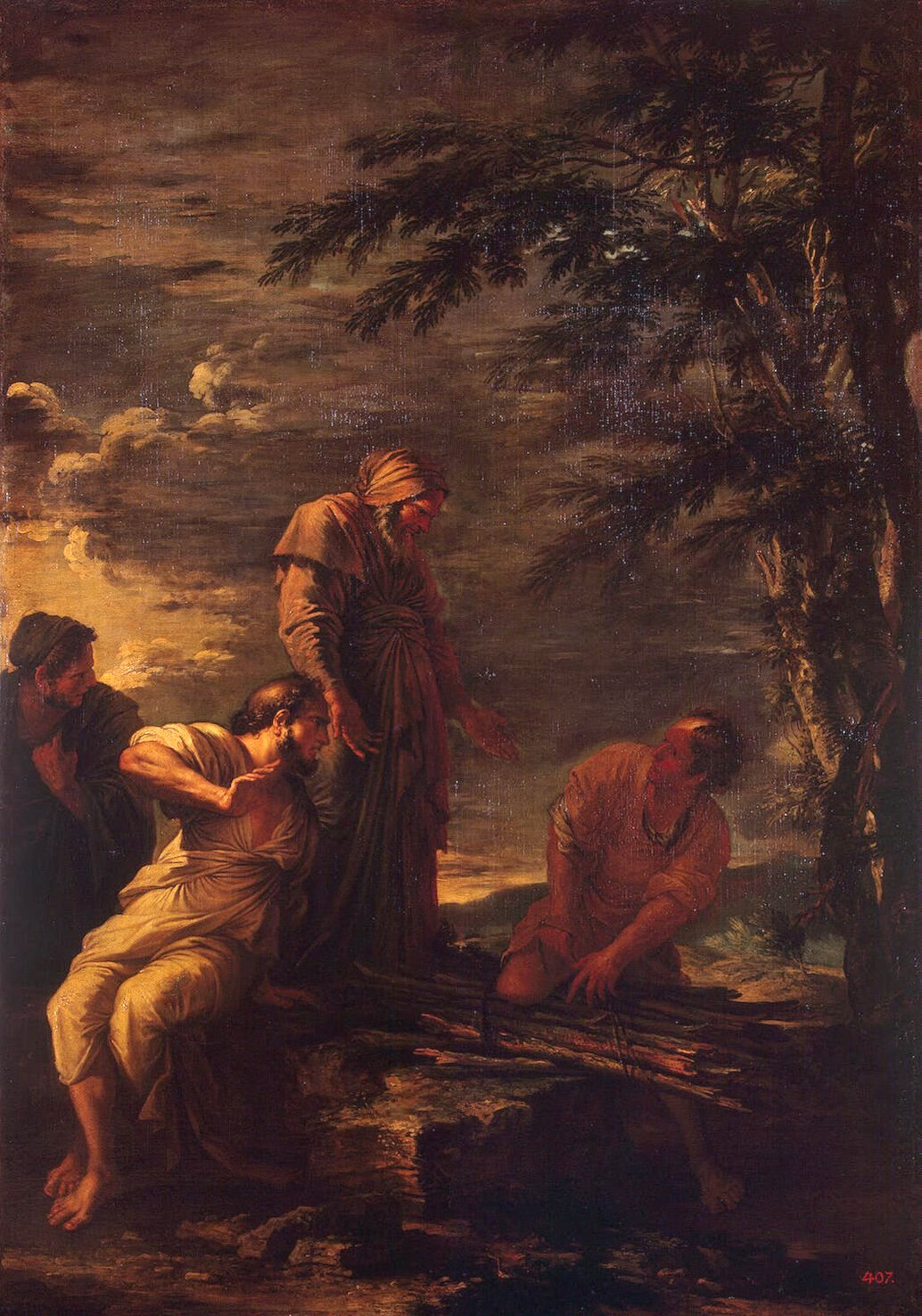
Salvator Rosa, Protagora e Democrito

Nel dialogo Platone affronta anche la dottrina protagorea dell'uomo-misura (μέτρον ἄνθρωπος), basata sull'assunto secondo cui:
(Teeteto 152a)
Con la dottrina eraclitea Platone pone l'attenzione sulla condizione transitoria in cui si trovano gli oggetti sensibili, i quali, cambiando, si danno ogni volta agli organi di senso in modi sempre diversi. Questo, si è detto, è una derivazione logica che Platone trae dal relativismo proprio della dottrina protagorea, la quale viene approfondita in quella che è solitamente definita «apologia di Protagora»: al tempo in cui è ambientato il dialogo il sofista è già morto da qualche anno, e per questo motivo Socrate immagina con quali parole egli, se fosse stato presente, si sarebbe difeso dalle critiche mossegli (165c-168c).
(Teeteto 166d)
(Teeteto 167a-b)
Protagora afferma che non esistono opinioni vere o opinioni false, bensì solo opinioni che possono essere migliori di altre, perché più utili alla vita dell'individuo e della società. La ricerca dell'utile si allarga così all'intera città: coloro che governano e dettano legge nella polis agiranno in modo tale da perseguire l'utile della comunità, cosicché essa possa progredire. Qui si inserisce l'attività paideutica del sofista, il quale, attraverso la sua educazione alla virtù (areté) intesa come rispetto delle norme vigenti nella città in cui si opera, induce i propri allievi a migliorare se stessi in ottemperanza alle leggi, portando così a un miglioramento collettivo della stessa città. Come il medico muta la condizione del paziente facendolo diventare sano da malato - quindi migliorandolo - così il sofista migliora la società migliorando le opinioni dei cittadini, educandoli ad avere le opinioni che risultano più utili alla società stessa (167c-e).
Tuttavia, come fa notare Socrate, Protagora con il suo relativismo non può negare che esistano persone più sapienti di altre: un esempio clamoroso di questa aporia è dato dal riferimento alla città, poiché è chiaro che chi detta legge e prende provvedimenti per il futuro non può essere una persona qualunque, ma un esperto. Come per conoscere in anticipo il sapore di un vino bisogna chiedere il giudizio di un vignaiolo e non di un musico, così per prendere decisioni in vista del futuro della polis è necessario rivolgersi a persone esperte (178a-179d). Inoltre se le opinioni fossero realmente tutte valide, accadrebbe che la stessa tesi di Protagora, «l'uomo è misura di tutte le cose», avrebbe lo stesso valore delle tesi dei suoi oppositori, con il risultato che tutte sarebbero vere (171b-e).
Le opinioni non possono dunque essere tutte uguali, ma esistono opinioni vere e opinioni false; e Protagora, dal canto suo, non può evitare di porre il problema circa il valore di verità delle affermazioni, senza con ciò generare delle aporie interne alla sua stessa dottrina. Affermare che la scienza è sensazione, significa fare i conti con il fatto che non sarebbe possibile esprimere giudizi sulle cose, né sulle passate o presenti, né sulle future: se soggetto senziente e oggetto sensibile si identificano, l'intero campo dell'esperienza si riduce a un mero flusso di sensazioni, nel quale tutto è e non è nello scorrere del tempo - il flusso cioè di cui parla l'eraclitismo segreto. Pertanto, poiché le sensazioni alla fin fine si riducono a se stesse (il tatto al tatto, la vista alla vista), è necessario affermare che esiste un principio insito nell'anima di ciascuno, grazie al quale è possibile giudicare le cose (184d-e), per il quale i sensi diventano mezzi (per esempio, vediamo mediante la vista).

## La conoscenza è opinione vera secondo ragione

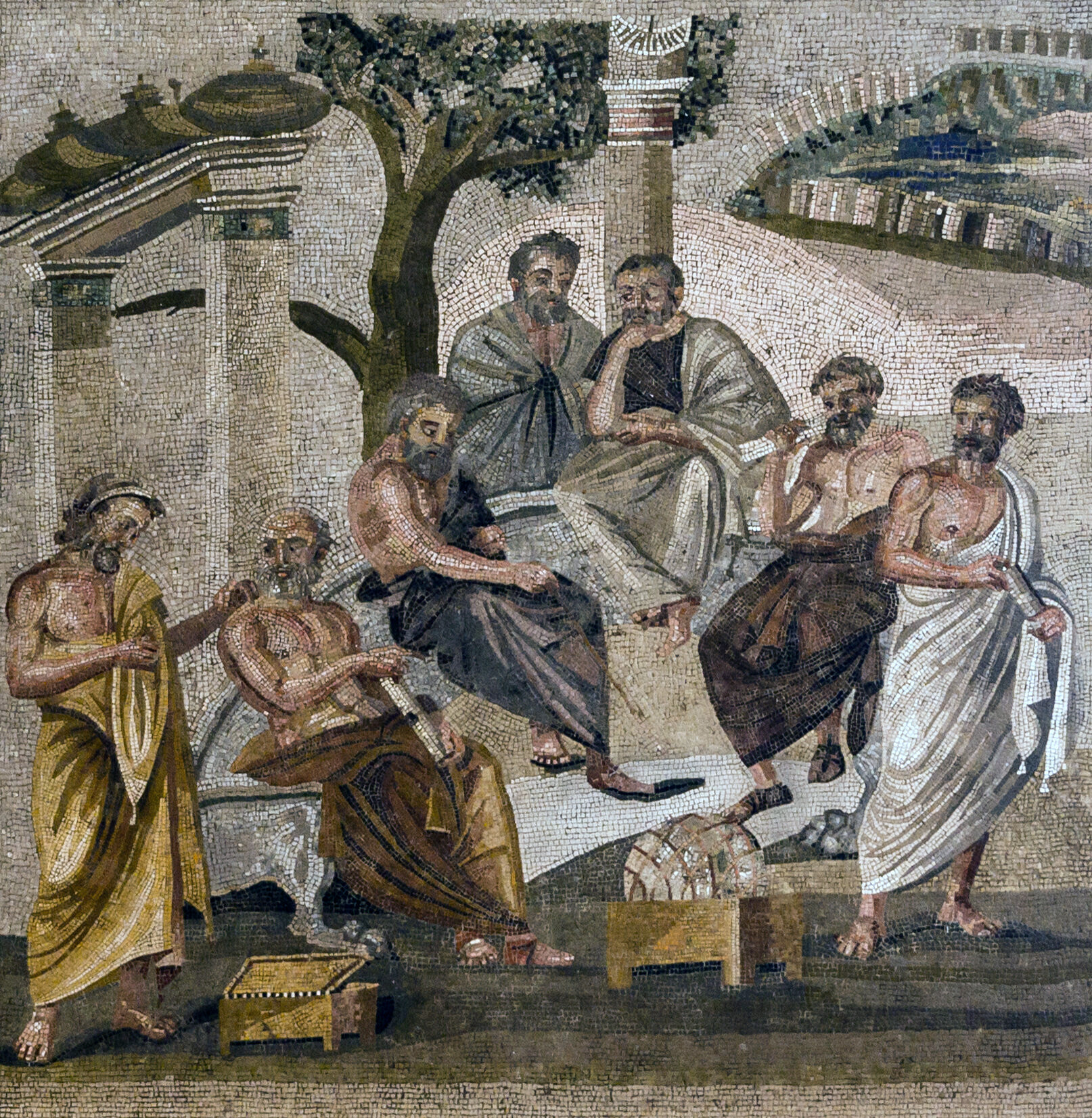
L'Accademia di Platone. Mosaico di Pompei

La discussione sul relativismo di Protagora porta Socrate e i suoi interlocutori a porsi il problema del valore di verità delle affermazioni, essenziale affinché una scienza sia possibile. Per poter affermare l'essere o il non essere di una cosa è necessario un atto di pensiero che esprima un giudizio sull'oggetto di conoscenza: l'essere sarà dunque ciò verso cui l'anima si protende da sé, e la scienza allora sarà opinione - e, ben inteso, opinione vera (187b).
Tuttavia, anche questa seconda definizione genera problemi. Parlare di opinione vera implica che esista anche un'opinione falsa, la quale è però difficile da comprendere se si considera che una cosa può essere conosciuta o non conosciuta: se possono esserci solo conoscenza o insipienza, cioè verità o ignoranza, l'errore (ovvero la conoscenza di un oggetto in modo errato) come si spiega? Dall'indagine risulta chiaro che l'errore non si genera mai dal contatto di sensazioni con sensazioni e di pensiero con pensiero, ma solo quando la sensazione entra in contatto con il pensiero (192d-195b). L'opinione è sempre opinione di qualcosa che esiste, e mai opinione di ciò che non esiste: detto ciò, sembrerebbe di poter affermare che esistono solo opinioni vere, ma, in questo modo, dire che la scienza è opinione vera equivale a dire che la scienza è opinione e basta. Bisogna dunque chiamare in causa la ragione, e affermare che la scienza è opinione vera sostenuta da ragione (201c-d).
Opinare è infatti sempre ragionare, ma anche con questa terza definizione permangono dei problemi, legati alla plurivocità del termine «ragione» (logos). Esso può infatti essere inteso come:
1. discorso, cioè immagine del pensiero nella voce. In questo caso, poiché il discorso riproduce l'opinare dell'animo, «opinione vera secondo ragione» equivale a «opinione vera» (206b-e);
2. analisi, cioè enumerazione degli elementi primi per giungere alla conoscenza dell'intero. Ma gli elementi primi sono inconoscibili, e ciò rende impossibile la conoscenza stessa degli oggetti (206e-208b);
3. opinione ragione con differenza, cioè individuare un segno specifico che  differenzi un ente da un altro. ma anche questo è contraddittorio perché significherebbe che una conoscenza già la si debba avere (conoscere il segno distintivo), quindi in altri termini è come se si volesse individuare cosa è conoscenza con la conoscenza stessa. da qui l'aporeticità del dialogo in quanto nessuna delle definizioni identifica la conoscenza assoluta.

Con quest'ultima affermazione si mostra l'aporeticità del dialogo. Il problema sta infatti nella definizione della conoscenza come opinione (doxa), la quale genera un circolo che porta dal senso alla sensazione, e da qui all'opinione: ma in questo circolo non c'è posto per la scienza (episteme). Se si rimane sul piano dei singoli saperi, non c'è modo di uscire dall'orbita delle opinioni, e così, in qualsiasi campo, ci si ritrova invischiati in scontri e dispute che hanno per oggetto le diverse opinioni. Allo stesso modo, tuttavia, il risultato della maieutica socratica non è inficiato dall'esito aporetico dell'indagine: come Socrate e Teeteto convengono al termine del dialogo, nel corso della discussione si sono fatti molti passi avanti rispetto alla situazione iniziale e si sono dette molte cose interessanti (210a-b).
Il dialogo viene così interrotto da Socrate, che deve recarsi al portico del Re per rispondere alle accuse di empietà mossegli da Meleto (210d). La discussione viene così rimandata alla mattina successiva, ovvero a quanto viene narrato nel Sofista e successivamente nel Politico.